# Џим Торп
Џим Торп (енгл. Jim Thorpe; Праг, 28. мај 1888 — Ломита, 28. март 1953) је био амерички спортиста индијанског порекла.
Он је своје олимпијске титуле изгубио након што се утврдило да је био плаћен за играње две сезоне полупрофесионалног бејзбола пре него што се такмичио на Олимпијским играма, чиме је прекршио тадашња правила аматеризма. Године 1983, 30 година након његове смрти, Међународни олимпијски комитет (МОК) обновио је његове олимпијске медаље са репликама, након што је утвђено да је одлука да му се одузму медаље пала ван потребних 30 дана. Према званичним записима МОК-а, Торпе је сада наведен као кошампион у десетобоју и у петобоју.

## Биографија
Био је Индијанац, из народа Сек и Фокс, а име му је било Ва-То-Хук (Светла Стаза). Родио се на индијанској територији близу града Прага у држави Оклахоми. Његов отац, Хирам Торп, био је свештеник, а мајка Индијанка. Био је унук легендарног ратника свог народа, поглавице Црног Јастреба.
Неки говоре да му је отац имао 19-еро деце са пет жена. Џимов брат близанац Чарли умро је од упале плућа у 8. години, док мајку губи у 10. години. Џим је побегао од куће и почео је радити на ранчу коња.

### Младост
Подаци о Торповом рођењу, имену и етничком пореклу увелико варирају. Он је крштен у католичкој цркви „Јакоб Франсис Торп“. Торп је рођен на индијској територији Сједињених Држава (касније Оклахома), али његов родни лист није сачуван. Генерално се сматрало да је рођен 22. маја 1887. године, у близини града Прага. Торп је у једној белешци за новине The Shawnee News-Star 1943. рекао да је рођен 28. маја 1888. године, „близу и јужно од Белмонта у округу Потавотоми, уз обале реке Норт Форк ... надам се да ће ово разјаснити истраге што се тиче мог родног места.” Већина биографа верује да је рођен 22. маја 1887. године, што је датум који је наведен у његовом крсном листу. Торп је у својој белешци за новине из 1943. спомињао Шани као своје родно мјесто.
Торпови родитељи су били мешовитог порекла. Његов отац, Хајрам Торп, имао је ирског оца и индијанску мајку из племена Сак и Фокс. Његова мајка, Шарлота Вје, имала је француског оца и потаватомску мајку, потомку поглавице Луиса Вјеа. Торп је одгојен као Сац и Фокс, а његово изворно име, Ва-То-Хук, преведено је као „пут осветљен великим бљеском муње“ или, једноставније, „Светли пут“. Као што је био обичај за Сак и Фокс припаднике, он је добио име по нечему што се догодило у време његовог рођења, у овом случају светлу које је осветлило пут до колибе у којој је рођен. Торпови родитељи су били римокатолици, што је вера коју је Торп почитовао током свог одраслог живота.
Торп је похађао школу Индијанске агенције Сак и Фокс у Строуду, са својим братом близанцем, Чарлијем. Чарли му је помагао у школи све док није умро од упале плућа када су имали девет година. Торп је неколико пута бежао из школе. Отац га је послао у Хаскел институт, Индијски интернат у Лоренсу у Канзасу, како не би поново побегао.
Када је Торпова мајка две године касније умрла од компликација при породу, младић је постао депресивни. После неколико свађа са оцем, напустио је кућу и отишао да ради на ранчу где су узгајани коњи.
Године 1904. шеснаестогодишњи Торп вратио се свом оцу и одлучио да похађа индијску индустријску школу Карлајл у Карлајлу у Пенсилванија. Тамо су његове атлетске способности препознате и тренирао га је Глен Скоби „Поп” Ворнер, један од најутицајнијих тренера ране историје америчког фудбала. Касније те године младић је остао сироче након што је његов отац Хајрам Торп умро од тровања гангреном, након што је рањен у ловачкој несрећи. Млади Торп је поново напустио школу. Неколико година је наставио са пољопривредним пословима пре него што се вратио у школу у Карлајлу.

## Бављење спортом
Године 1904, вратио се оцу и отишао је на факултет. На колеџу, али и професионално, је играо амерички фудбал. Био је такође врстан кошаркаш, а играо је и бејзбол. Тренер му је био Поп Варнер. 1911. победио је универзитет Харвард.
На Олимпијским играма у Стокхолму 1912. освојио је 2 златне медаље, победивши у петобоју и десетобоју. Медаље су му накнадно одузете због тога што је играо бејзбол и добијао плату. Рехабилитован је 1982.
Женио се три пута и имао осмеро деце. Када му је син прворођенац умро, то га је дотукло. Био је први председник НФЛ-а.
Постао је тешки алкохоличар. Борио се да прехрани породицу када је наступила Велика депресија. Доживео је инфаркт док је вечерао са трећом женом. Умро је два месеца пре 66. рођендана.